# Medagliere dei XXII Giochi olimpici invernali
Il medagliere dei XXII Giochi olimpici invernali è una lista che riporta il numero di medaglie ottenute dai comitati olimpici nazionali presenti ai Giochi olimpici invernali di Soči 2014, che si sono tenuti dal 7 febbraio al 23 febbraio 2014. Un totale di circa 2.500 atleti, provenienti da 88 nazioni, ha partecipato a 98 diversi eventi sportivi, relativi a quindici discipline.

## Medagliere
Nazione ospitante 
| Pos.   | Paese         | Oro | Argento | Bronzo | Totale |
| ------ | ------------- | --- | ------- | ------ | ------ |
| 1      | Russia        | 11  | 10      | 9      | 30     |
| 2      | Norvegia      | 11  | 6       | 9      | 26     |
| 3      | Canada        | 10  | 10      | 5      | 25     |
| 4      | Stati Uniti   | 9   | 9       | 10     | 28     |
| 5      | Paesi Bassi   | 8   | 7       | 9      | 24     |
| 6      | Germania      | 8   | 6       | 5      | 19     |
| 7      | Svizzera      | 7   | 2       | 2      | 11     |
| 8      | Bielorussia   | 5   | 0       | 1      | 6      |
| 9      | Austria       | 4   | 8       | 5      | 17     |
| 10     | Francia       | 4   | 4       | 7      | 15     |
| 11     | Polonia       | 4   | 1       | 1      | 6      |
| 12     | Cina          | 3   | 4       | 2      | 9      |
| 13     | Corea del Sud | 3   | 3       | 2      | 8      |
| 14     | Svezia        | 2   | 7       | 6      | 15     |
| 15     | Rep. Ceca     | 2   | 4       | 3      | 9      |
| 16     | Slovenia      | 2   | 2       | 4      | 8      |
| 17     | Giappone      | 1   | 4       | 3      | 8      |
| 18     | Finlandia     | 1   | 3       | 1      | 5      |
| 19     | Gran Bretagna | 1   | 1       | 3      | 5      |
| 19     | Lettonia      | 1   | 1       | 3      | 5      |
| 20     | Ucraina       | 1   | 0       | 1      | 2      |
| 21     | Slovacchia    | 1   | 0       | 0      | 1      |
| 22     | Italia        | 0   | 2       | 6      | 8      |
| 24     | Australia     | 0   | 2       | 1      | 3      |
| 25     | Croazia       | 0   | 1       | 0      | 1      |
| 26     | Kazakistan    | 0   | 0       | 1      | 1      |
| Totale | Totale        | 99  | 97      | 99     | 295    |